# Estación de Edison (Metrorrey)
La estación Edison es una estación de la Línea 1 del Metro de Monterrey. Está ubicada en el cruce de la calle Edison y la Av. Colón en el centro de Monterrey. Esta estación fue nombrada por su ubicación en la Avenida Edison, su logo representa un fonógrafo que es uno de los inventos de Thomas Edison, por quien se nombró la avenida.
La estación sirve a la parte noroeste del centro de la ciudad y a la colonia Talleres, esta estación cuenta con acceso para personas con discapacidad, así como también estacionamiento para bicicletas.
Esta estación está considerada en un futuro para ser correspondencia de la línea de tren suburbano de Monterrey, la cual correrá desde Santa Catarina hasta el Aeropuerto Internacional de Monterrey.